# Melhores do Ano de 2004
Melhores do Ano de 2004

26 de dezembro de 2004
Melhores do Ano 

← 2003 ·  2005 →
O Melhores do Ano de 2004 foi a 9ª edição dos Melhores do Ano, prêmio entregue pela emissora de televisão brasileira TV Globo aos melhores artistas e produções da emissora referentes ao ano de 2004.
A grande vencedora foi a novela Senhora do Destino, com 4 prêmios. 

## Vencedores e indicados
Os vencedores estão em negrito.
| Melhor Ator | Melhor Atriz |
| --- | --- |
| - Tony Ramos - (Coronel Boanerges em Cabocla) - Fábio Assunção - (Renato em Celebridade) - José Wilker - (Giovanni Improtta em Senhora do Destino)           | - Susana Vieira - (Maria do Carmo em Senhora do Destino) - Cláudia Abreu - (Laura em Celebridade) - Renata Sorrah - (Nazaré em Senhora do Destino) |
| Melhor Ator Coadjuvante | Melhor Atriz Coadjuvante |
| - Marcello Antony - (Viriato em Senhora do Destino) - Eriberto Leão - (Tomé em Cabocla) - Matheus Nachtergaele - (Pai Helinho em Da Cor do Pecado)           | - Leandra Leal - (Claudia em Senhora do Destino) - Ana Beatriz Nogueira - (Ana Paula em Celebridade) - Rosi Campos - (Mamuska em Da Cor do Pecado) |
| Melhor Ator Revelação | Melhor Atriz Revelação |
| - Guilherme Berenguer - (Gustavo em Malhação) - Guilherme Weber - (Tony em Da Cor do Pecado) - Malvino Salvador - (Tobias em Cabocla)                        | - Vanessa Giácomo - (Zuca em Cabocla) - Jessica Sodré - (Lady Daiane em Senhora do Destino) - Marjorie Estiano - (Natasha em Malhação)             |
| Melhor Ator Mirim | Melhor Atriz Mirim |
| - Sérgio Malheiros - (Raí em Da Cor do Pecado) - Pedro Malta - (Pepê em Começar de Novo) - Felipe Latge - (Otávio em Da Cor do Pecado)                       | - Marcela Barrozo - (Bianca em Senhora do Destino) - Guta Gonçalves - (Gigi em Como uma Onda) - Marina Ruy Barbosa - (Aninha em Começar de Novo)   |
| Música de Novela | Música do Ano |
| - "Vou Deixar", Skank - (Da Cor do Pecado) - "Palavras ao Vento", Cássia Eller (Da Cor do Pecado) - "Tudo que Há de Bom", Luiza Possi - (Senhora do Destino) | - "Sorte Grande", Ivete Sangalo - "Do Seu Lado", Jota Quest - "Por Causa de Você", Kelly Key                                                       |
| Melhor Cantor | Melhor Cantora |
| - Leonardo | - Ivete Sangalo |
| Melhor Dupla | Melhor Grupo |
| - Sandy & Junior | - Jota Quest |
| Destaque no Esporte | Destaque no Jornalista |
| - Daiane dos Santos | - Fátima Bernardes |
| Revelação Musical | Melhor Humorista |
| - Pitty | - Cláudia Rodrigues - (A Diarista) |

### Prêmios especiais
| Troféu Mário Lago                 |
| --------------------------------- |
| - Glória Menezes e Tarcísio Meira |